# Nationaal park Bako
Nationaal park Bako is een nationaal park in Kuching Division, Sarawak, Maleisië. Het is in 1957 opgericht en is het oudste nationale park in Sarawak. Het heeft een oppervlakte van 27,27 vierkante kilometer (10,53 vierkante mijl) op het puntje van het schiereiland Muara Tebas aan de monding van de rivieren Bako en Kuching. Het is ongeveer 40 kilometer over de weg vanaf Kuching. Het park kan alleen worden bereikt met een boottocht van 20 minuten vanuit het dorp Kampung Bako. Het wordt vaak bezocht als een dagje uit Kuching, hoewel accommodaties (bungalows voor camping en bosbouw) beschikbaar zijn. Miljoenen jaren erosie van de zandsteen hebben een kustlijn van steile kliffen, rotsachtige landtongen en stukken witte zandige baaien gecreëerd. Golferosie aan de voet van de kliffen heeft veel van de rotsachtige landtongen uitgehouwen in fantastisch gevormde zeebogen en zeezakken met gekleurde patronen gevormd door ijzerafzetting. Sommige van deze rotsformaties zijn te zien bij het betreden van het strand van Teluk Assam, tegenover het park. Onder andere de neusaap behoort tot de dieren die in het park leven.

## [1]Fauna

### Apen
- Neusaap
- Krabbenetende makaak
- Mutslangoer

### Vogels
- Jungledwergijsvogel
- Rosse ijsvogel
- Ooievaarsbekijsvogel
- Bruine baardvogel
- Regenboogbaardvogel
- Witbuikspecht
- Zwart-rode hapvogel
- Indische blauwrug
- Mangroveniltava
- Pluchekapboomklever
- Roodstaartmuistimalia
- Mangrovemuistimalia
- Soendadwergooruil
- Maleise visuil
- Bruine uil

### Overig
- Wild zwijn
- Eekhoorn
- Varanus